# Strefa klimatyczna
Strefa klimatyczna – obszar Ziemi, przyjmujący zazwyczaj postać równoleżnikowego pasa, w obrębie którego podobny przebieg mają elementy klimatu wybrane jako podstawa wydzielenia strefy (najczęściej temperatura powietrza, opad, ciśnienia atmosferyczne).
Badania prowadzone przez klimatologów pozwoliły na dokonanie klasyfikacji warunków klimatycznych występujących na Ziemi. Najczęstszym kryterium podziału klimatów Ziemi na strefy klimatyczne jest ilość promieniowania słonecznego docierająca do powierzchni Ziemi. Jej bezpośrednim wyrazem jest zróżnicowanie temperatury powietrza, a pośrednim także intensywność wymiany wilgoci między powierzchnią Ziemi a atmosferą. Wielkość promieniowania słonecznego uzależniona jest przede wszystkim od szerokości geograficznej, dlatego też klimat Ziemi cechuje strefowość. Przebieg stref klimatycznych modyfikowany jest głównie przez geograficzne, astrefowe czynniki klimatotwórcze. W zależności od przyjętych kryteriów wydziela się kilka stref klimatycznych Ziemi, np. takich jak: równikowa, zwrotnikowa, podzwrotnikowa, umiarkowana ciepła, umiarkowana chłodna, okołobiegunowa. Podział na strefy klimatyczne nakłada się na podział na typy klimatu, co skutkuje wydzielaniem mniejszych jednostek.

## Klasyfikacja Okołowicza

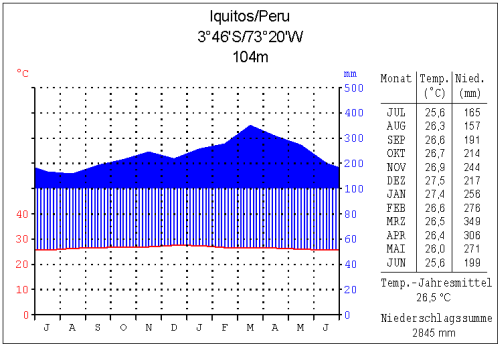
Diagram klimatyczny dla Iquitos (Peru) - klimat równikowy lub deszczowy

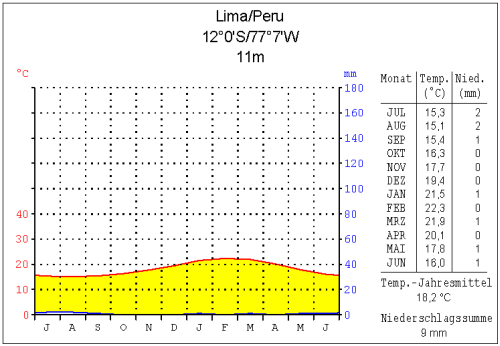
Diagram klimatyczny dla Limy (Peru) - klimat zwrotnikowy

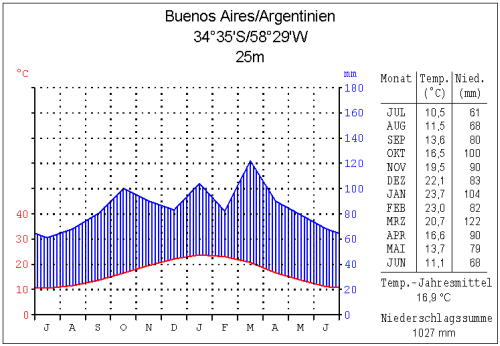
Diagram klimatyczny dla Buenos Aires (Argentyna) - klimat podzwrotnikowy

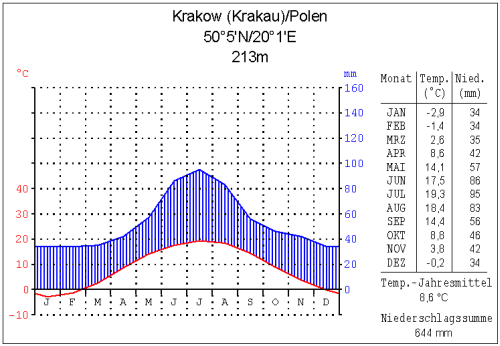
Diagram klimatyczny dla Krakowa (Polska) - klimat umiarkowany

W systemie Wincentego Okołowicza wyróżniane są następujące strefy i typy klimatu:
- strefa klimatów równikowych
  - równikowy wybitnie wilgotny
  - podrównikowy wilgotny
  - podrównikowy suchy
- strefa klimatów zwrotnikowych
  - wilgotny
  - pośredni
  - kontynentalny suchy
  - wybitnie i skrajnie suchy
- strefa klimatów podzwrotnikowych
  - morski
  - pośredni
  - kontynentalny
  - kontynentalny, suchy
- strefa klimatów umiarkowanych
  - umiarkowane ciepłe
    - wybitnie morski
    - morski
    - przejściowy
    - ciepły
    - kontynentalny
    - wybitnie kontynentalny
    - kontynentalny, suchy
    - kontynentalny, wybitnie suchy
    - kontynentalny, skrajnie suchy

  - umiarkowane chłodne
    - morski
    - przejściowy
    - chłodny
    - kontynentalny
    - wybitnie kontynentalny
    - skrajnie kontynentalny
- strefa klimatów okołobiegunowych
  - subpolarny
  - polarny

## Klasyfikacja Köppena

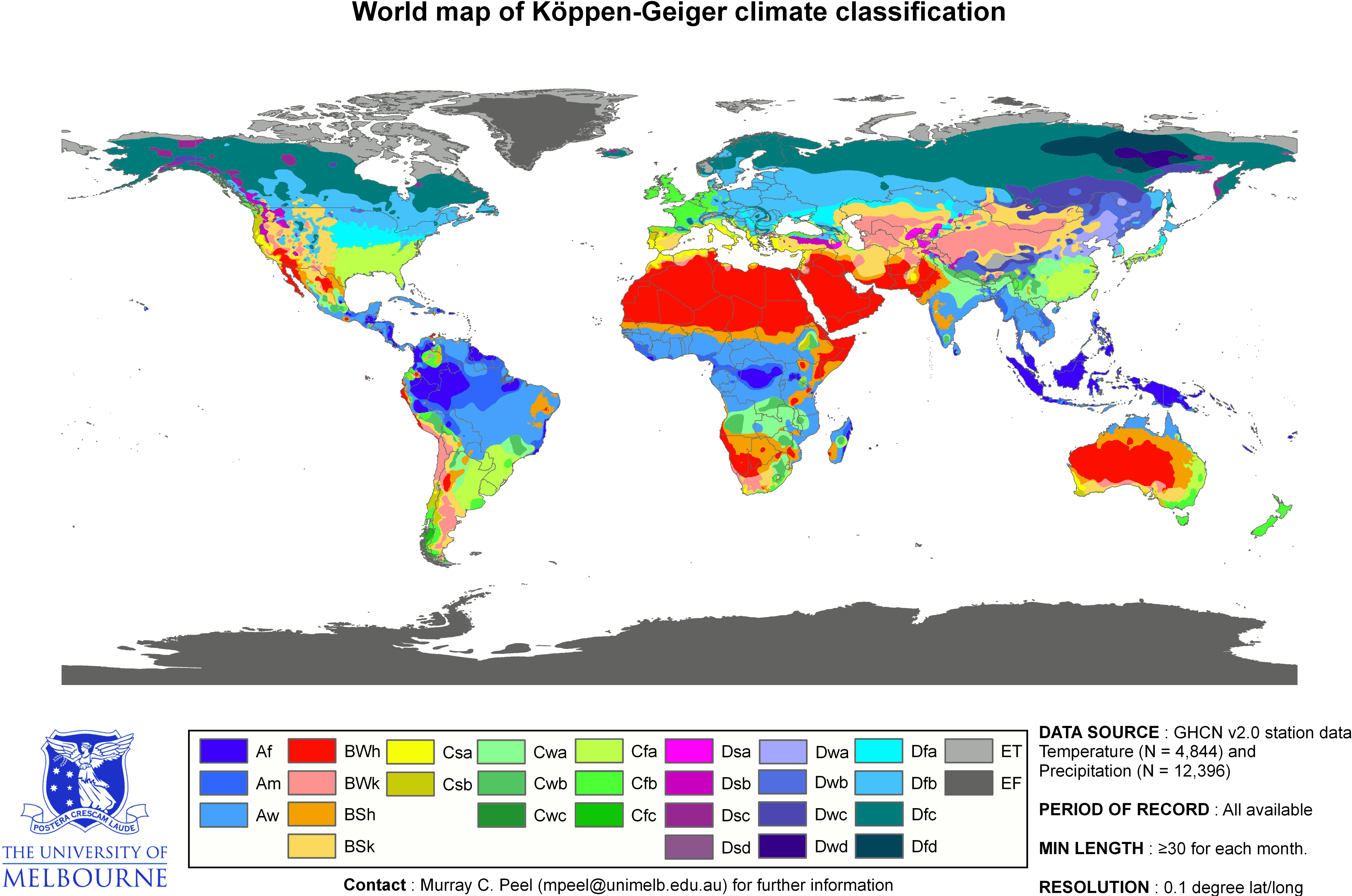
Strefy klimatyczne świata według Köppena

Opracowana przez niemieckiego klimatologa Wladimira Köppena w 1900 roku. Twórca oparł swój podział na średnich miesięcznych temperaturach oraz wielkości i rozkładzie opadów rocznych, w nawiązaniu do szerokości geograficznej. Jest to najpowszechniej stosowany system klasyfikacji. Köppen wydzielił 5 stref klimatycznych i 11 typów.
- A – klimaty tropikalne
- B – klimaty suche
- C – klimat umiarkowany ciepły
- D – klimaty kontynentalne
- E – klimat polarny

## Klasyfikacja Alisowa
Podstawą klasyfikacji radzieckiego klimatologa były masy powietrza panujące nad danym obszarem w poszczególnych półroczach. Wyróżnił tym samym 7 stref klimatycznych:
- strefa równikowa
- strefa podrównikowa
- strefa zwrotnikowa
- strefa podzwrotnikowa
- strefa umiarkowana
- strefa subarktyczna/subantarktyczna
- strefa arktyczna/antarktyczna